# Chiba Takusaburō
Chiba Takusaburō est un nom japonais traditionnel ; le nom de famille (ou le nom d'école), Chiba, précède donc le prénom (ou le nom d'artiste).
Chiba Takusaburō (千葉 卓三郎, 17 juin 1852-12 novembre 1883), aussi connu sous le nom de Chiba Takuron, est un instituteur et obscur activiste politique libéral de la fin de l'époque d'Edo et du début de l'ère Meiji. Dans sa jeunesse, Chiba Takusaburō étudie les pensées confucéenne, bouddhiste, chrétienne et méthodiste. Dans ses dernières années, il consacre sa vie à la diffusion de l'importance de la liberté et des droits des personnes. Ses nombreux textes comprennent le projet de Constitution en 1880 (influencé par les textes concernant les modèles anglais, allemand et américain de structure gouvernementale), Les Maximes institutionnelles de Chiba Takusaburō, le Traité sur la voie Kingly et De la futilité de l'apprentissage du livre. Takusaburō meurt fin 1883 après une longue bataille contre la tuberculose. Chiba Takusaburō tente de donner naissance à une société « racines d'herbe » conduite par le peuple. Chiba est emblématique de la façon dont l'esprit révolutionnaire, le plus souvent attribué à des hommes comme Itagaki Taisuke, Ōkuma Shigenobu et Fukuzawa Yukichi, est vivace même auprès des samouraïs de rang inférieur au sein du mouvement pour la liberté et les droits du peuple ou Jiyū minken undō.

## Contexte
Après la chute du shogunat Tokugawa en 1868, commence l'ère Meiji. Bien qu'agissant au nom des intérêts impériaux, la restauration de Meiji consolide tous les pouvoirs au profit  d'une oligarchie composée de l'élite des anciens samouraïs (cf. kazoku). Dans les années 1870 apparaît un mouvement de protestation politique contre le nouveau gouvernement Meiji. Anciennement un des meneurs de la restauration, Itagaki Taisuke exhorte le public à mettre fin à la tyrannie de l'élite intérieure qui domine le gouvernement. Ce mouvement pour la liberté et les droits du peuple pétitionne pour une assemblée nationale élue par le peuple. Lorsque le gouvernement rejette la requête en 1874, le mouvement mobilise de plus en plus le public urbain déjà agité. Les voix de la révolution et de la conscience moderne atteignent bientôt même les villages de montagne reculés. 

## Jeunesse
Chiba Takusaburō naît le 17 juin 1852 dans une famille rurale de samouraïs dans le village de Shirahata du comté de Kurihara. Séparé de sa mère biologique à l'âge de trois ans, Takusaburō est élevé par sa mère adoptive Sada en compagnie de son frère aîné Rihachi. À l'âge de douze ans, Takusaburō est étudiant du savant confucéen Ōtsuki Bankei et commence son éducation formelle. Cependant, son éducation à l'école du domaine de Sendai est écourtée par la guerre révolutionnaire de 1868. Répondant aux cris fervents des troupes de Sendai pour soutenir le gouvernement des Tokugawa au pouvoir, Takusaburō quitte Ōtsuki pour Shirakawaguchi où il s'engage au combat à deux reprises. En rentrant chez lui, Takusaburō trouve son ancien professeur arrêté et emprisonné pour son rôle dans la résistance aux forces Satsuma-Chōshū.

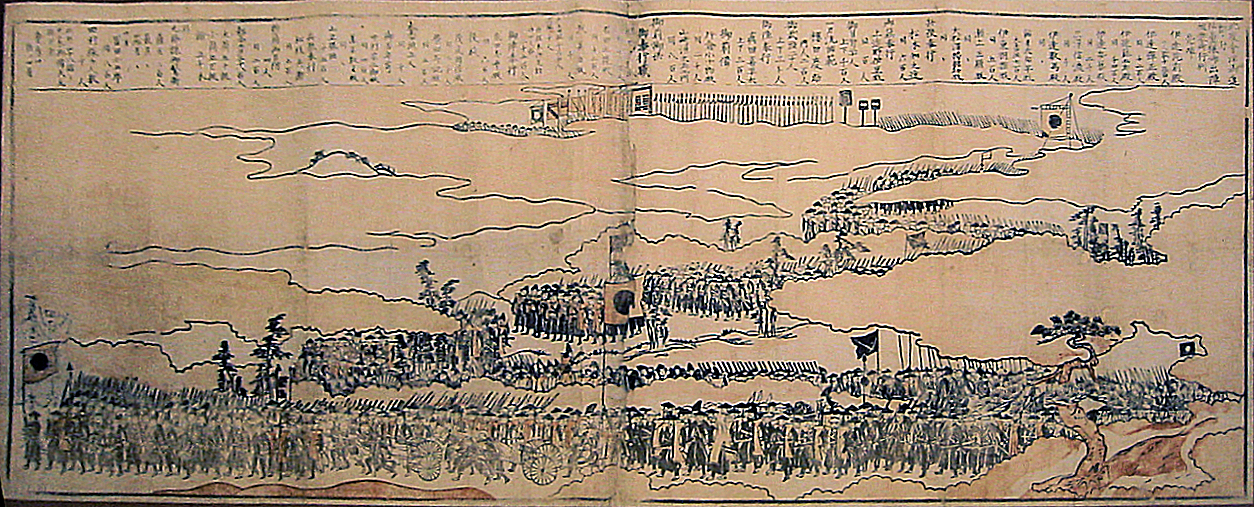
Troupes de Sendai contre les forces gouvernementales Meiji en avril 1868.

## « Voyageur à la recherche de la vérité »
Après l'arrestation de Bankei et la mise en place du gouvernement de Meiji, Takusaburō commence des études de médecine auprès d'Ishikawa Ōsho. Médecin à l'esprit progressiste installé près de Sendai, Ōsho a commencé ses études auprès d'Itō Genboku et plusieurs médecins néerlandais à Nagasaki à la fin de l'ère Tokugawa. Très vénéré par les étudiants d'Ōtsuki, Ōsho fait appel aux vues intellectuelles pionnières de Takusaburō. Faisant face à un sort similaire à celui d'Ōtsuki lui-même, Ōsho est arrêté et emprisonné par le nouveau gouvernement Meiji pour « assistance et soutien au shogun ».

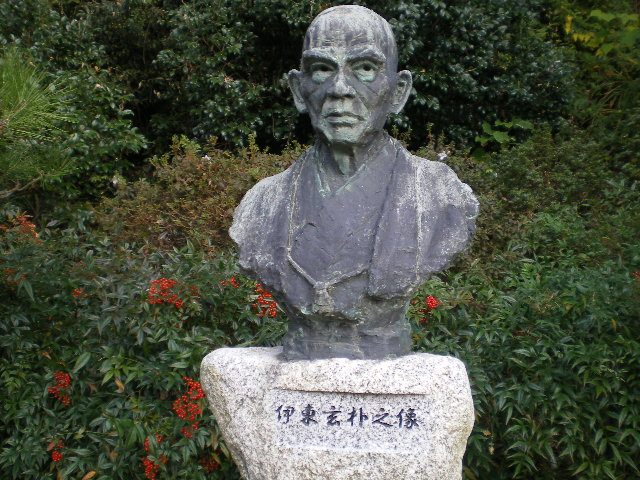
Itō Genboku.

En 1868, Takusaburō commence ses études d'éducation nationale, appelé kokugaku, auprès de Nabeshima Ichirō à Kesennuma. Nabeshima, professeur excentrique, enseigne aux étudiants à la fois l'arithmétique et la littérature classique japonaise et Takusaburō espère découvrir l'idéologie du gouvernement Meiji. Les études kokugaku symbolisent la philosophie du mouvement Sonnō jōi (« Révérez l'empereur, expulsez les barbares ») et contribuent à la dissidence contre le shogunat Tokugawa. Contrairement aux enseignants précédents de Takusaburō, Nabeshima souligne l'importance du retour au règne de l'empereur et l'esprit divin des ancêtres impériaux.
Quatre ans plus tard, en 1872, Takusaburō commence ses études auprès d'un moine bouddhiste de l'école de la Terre Pure connu sous le nom de Sakurai Kyohaku. Cependant, comme la pensée chrétienne atteint le nord du Japon, Takusaburō quitte ses études bouddhiques après cinq mois et se tourne vers la tutelle du père Nicolas.
Né Ivan Dimitriyevich Kasatkin en 1863, le père Nicolas rêve de voyager au Japon après avoir lu les Mémoires d'une captivité au Japon du capitaine Vassili Golovnine à Saint-Pétersbourg. Ordonné en 1860, le religieux reçoit la permission de résider dans Hokkaidō comme nouveau consul russe. Bien qu'il ne peut propager les croyances chrétiennes publiquement car les interdictions anti-chrétiennes sont encore imposées par le gouvernement japonais, le père Nicolas consacre sept années à l'étude de la langue, l'histoire et la pensée confucéenne et bouddhiste japonaises. Après avoir baptisé ses premiers convertis japonais en 1868, la nouvelle parvient à Takusaburō, partisan du bouddhisme de la Terre Pure. Parce que les nouveaux idéaux spirituels du père Nicolas assimilent croyances traditionnelles et conservatrices, l'orthodoxie russe devient de plus en plus populaire parmi la « classe des samouraïs ruinés » qui comprend Takusaburō.
Il est difficile de savoir si Takusaburō a été baptisé. Selon l'historien Daikichi Irokawa, le nom de Takusaburō n'apparaît pas dans les registres de baptême du séminaire.
Cependant, les chercheurs Richard Devine et Otis Cary avancent que Takusaburō part pour Tokyo afin d'étudier directement auprès du père Nicolas, et est baptisé sous le nom de Pierre Chiba en 1872. Lors du retour à Sendai, le nouveau converti est arrêté en raison de sa prédication religieuse et de différends avec les bouddhistes et shintoïstes de sa communauté. Après avoir purgé sa peine de prison de cent jours, Takusaburō retourne au séminaire du père Nicolas dans le quartier Ochanomizu de Tokyo.
En 1872, le gouvernement japonais s'oppose au père Nicolas, avec des accusations selon lesquelles celui-ci dénigre l'empereur Meiji dans ses sermons. En réponse, les croyances du religieux soulignent la soumission à l'empereur et à l'autorité de l'État en tant que véritable fidélité à Dieu. En conséquence, Takusaburō se détache de plus en plus de la mission du père Nicolas.

## Crise spirituelle

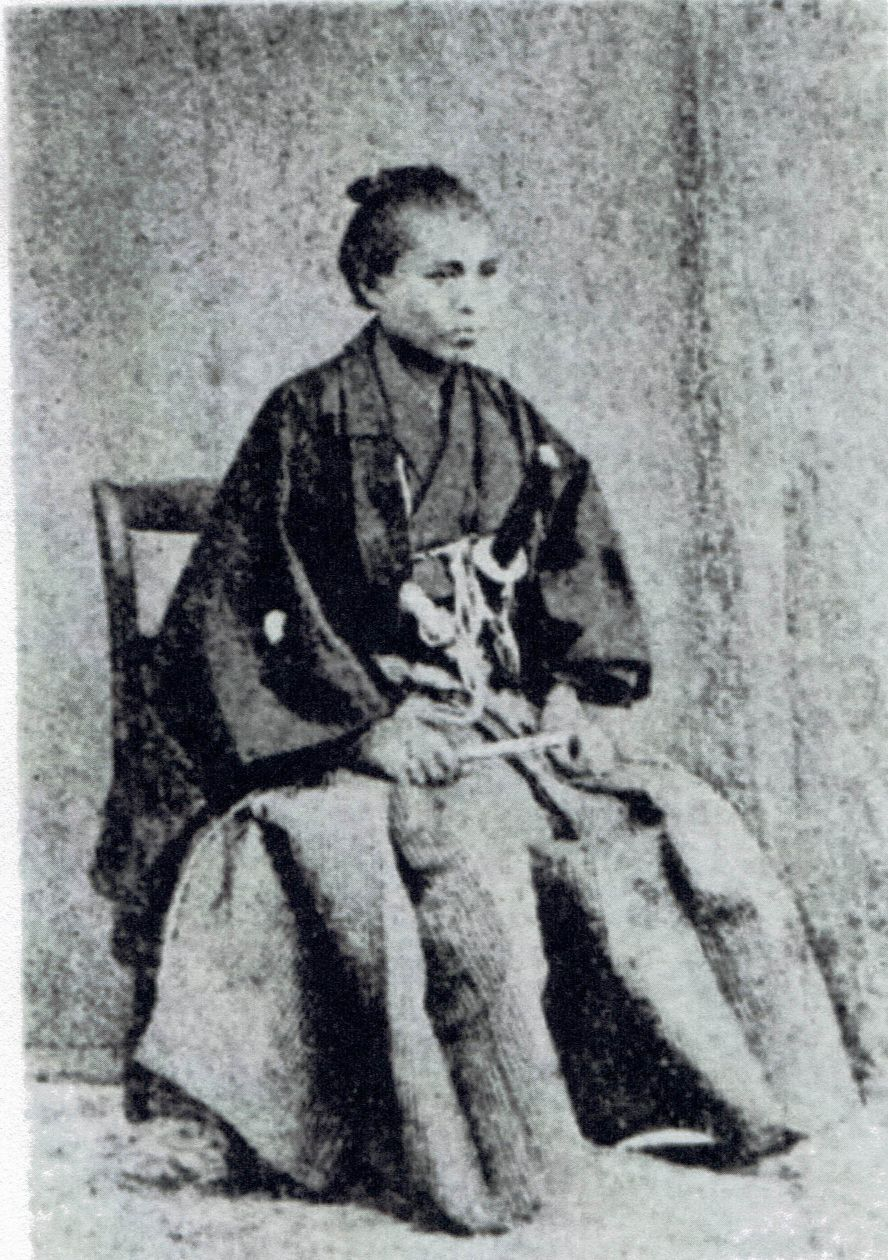
Kumoi Tatsuo en 1871.

En 1875, Takusaburō quitte le père Nicolas afin d'étudier auprès du savant confucéen Yasui Sokken de l'académie d'Ichigaya. Cette décision marque un changement radical dans les croyances de Takusaburō. Tout en puisant des idées de l'idéologie kokugaku, Sokken est finalement peu orthodoxe dans ses croyances. Contrairement aux enseignements du père Nicolas, Sokken est connu pour sa dénonciation des intellectuels chrétiens au début du Japon de Meiji, notamment dans son texte controversé Benmō, qui signifie « Justification ». Les missionnaires chrétiens considèrent les croyances hérétiques de Sokken comme l’œuvre de l'Antéchrist lui-même.
Takusaburō entre pour la première fois à l'Académie plusieurs années après le disciple le plus accompli de Sokken. Exécuté par le gouvernement de Meiji en 1870, Kumoi Tatsuo n'a que vingt-six ans lorsqu'il planifie une insurrection pour rétablir la domination féodale. Juste avant son exécution, Kumoi écrit un poème de la résistance contre les forces autoritaires, loué par d'autres militants comme « une image convaincante de la résistance révolutionnaire résolue ». Le poème de Kumoi inspire et suscite ultérieurement l'intérêt des partisans du mouvement pour la liberté et les droits du peuple, parmi lesquels se trouve Takusaburō.
Après la mort de Yasui Sokken dix mois après l'admission de Takusaburō, ce dernier part afin d'étudier auprès du prêtre catholique français François Paulin Vigroux, membre des Missions étrangères de Paris arrivé au Japon en 1873. Décrit comme « prêtre marcheur », Vigroux parcourt tous les mois un circuit catholique dans les principales villes du Japon. Alors que Takusaburō accompagne Vigroux dans ces visites, Takusaburō fait connaissance avec les habitants du quartier Itsukaichi de Tokyo où il finit par mettre un terme à ses années d'errance.

## La Société d'enseignement et de débat
En août 1877, Takusaburō rencontre le révérend Robert Samuel Maclay, membre de l'Église épiscopalienne méthodiste. Maclay a été envoyé au Japon trois ans plus tôt au milieu de la vague de postes missionnaires méthodistes déjà établis à Nagasaki, Hakodate et Shinshū parmi d'autres grandes villes. On croit que cette étape vers le méthodisme a finalement ouvert la voie au saut de Takusaburō dans l'activisme libéral. Après de nombreuses années de quête spirituelle de la vérité, Takusaburō trouve un foyer à Itsukaichi où les plans pour le mouvement pour la liberté et les droits du peuple sont déjà en germe.
En 1872, la réglementation au Japon décide une extension de la scolarité primaire universelle à toutes les classes, le démantèlement du monopole de la classe supérieure à l'accès à l'éducation. Inspiré par le modèle américain d'éducation, le Japon espère que l'éducation produira des « individus libres et indépendants ». En vertu de cette disposition, l'école Kanno ouvre comme école élémentaire à Itsukaichi en 1876, dirigée par Naganuma Orinojō. Après avoir entendu mentionnés de nombreux hommes de Sendai déjà nommés, Takusaburō rejoint l'école en 1880.
En 1880, Itsukaichi est devenu le centre de l'activité pour les intellectuels métropolitains à l'avant-garde du mouvement de la liberté et des droits des peuples. La nouvelle Société d'apprentissage et de débat devient le moyen pour les militants locaux d'améliorer leurs compétences oratoires et de débat et d'accroître le niveau de la discussion politique. Membre actif du groupe, Takusaburō saisit bientôt l'essence de la théorie du droit inaliénable. Cette même année, Takusaburō commence ses attaques contre le gouvernement Meiji qui « prive » les Japonais de leurs « très précieuses libertés ». Bien que le nouveau gouvernement maintient apparemment l'ordre derrière ses politiques réformistes, Takusaburō croit qu'à l'insu des Japonais, il en va d'un coût énorme « du sang, de la sueur et de labeur de nos frères ».
Plus important encore, Takusaburō affirme la nécessité d'une assemblée nationale et d'une constitution, auparavant promis par l'empereur Meiji lui-même. En réponse aux pétitions généralisées appelant à l'établissement d'une constitution, le conseil d'État déclare que les citoyens japonais ne possèdent pas de droits. En outre, les citoyens japonais sont confrontés à davantage de répression de la liberté d'expression à travers les lois nouvellement instaurées sur les journaux et les assemblées. En réponse, Takusaburō pense que, pour préserver la liberté, la liberté et le bonheur, la Société d'apprentissage et de débat doit exercer cette immense responsabilité qui lui échoit.

## Projet de constitution
Après ses dix années d'errance, Takusaburō a enfin trouvé le bonheur à Itsukaichi. Dans une lettre à son compagnon et collègue enseignant à l'école Kannō en décembre 1880, Fukasawa Naomaru, Takusaburō partage la nature communautaire de la société d'apprentissage et de débat.

« Les membres de ce groupe d'étude ont fermement résolu de se consacrer à promouvoir la liberté et la réforme de la société. Partageant une détermination inflexible à surmonter tous les obstacles, nous sommes unis par un esprit d'affection, d'estime et d'harmonie. C'est presque comme si nous étions de la même chair et du même sang, ou frères d'une grande famille. »

Ce même mois, Takusaburō est approché lors d'une réunion régionale de la Liberté et des droits des peuples connue sous le nom de Société d'amitié Musashi ou Bushū konshin kai, qui réunit les dirigeants de l'organisme. Un mois plus tard, Takusaburō reçoit une copie du projet de constitution de la société Ōmei qui guide ses propres idées. Dans ses recherches, Takusaburō tombe sur des collections des Considerations on Representative Government de John Stuart Mill, A Constitutional History of England de A. Chambers, On Civil Liberty and Self-Government de Francis Lieber et Introduction to German Civil Law de Bernhard Windscheid parmi beaucoup d'autres. En utilisant ces textes, Takusaburō espère adopter des idées européennes et américaines pour modéliser un avenir démocratique semblable pour le Japon. Au cours de ses réunions de la Société d'apprentissage et de débat, Takusaburō travaille sans relâche sur les détails des articles qui délèguent les droits au peuple et les pouvoirs qui seraient laissés à l'Assemblée nationale.
Bien que le projet initial de Takusaburō manque de sophistication juridique et de continuité, sa constitution reste unique, comme émanation à la fois de la société Ōmei et des modèles occidentaux. La constitution de 1881 de Takusaburō imagine une législation à deux chambres, avec une chambre haute non élue. Toutefois, cette chambre haute inverse les critères d'adhésion et place le locuteur de la chambre élue en première position et la famille royale et l'aristocratie à la dernière position. La constitution de Takusaburō indique aussi clairement que toute personne reconnue coupable ne sera pas soumise à la peine capitale et que les termes « coupable » ou « innocent » doivent être déterminés par un procès devant un jury.
Au début des années 1880 apparaît la ségrégation des systèmes éducatifs de la pensée politique. Comme le ministère de l'Éducation fait des tentatives répétées pour séparer l'éducation et la politique, Itagaki Taisuke ainsi que d'autres dirigeants du Mouvement des droits du peuple soulignent le caractère indissociable des deux domaines. Une série d'ordonnances et de directives est adoptée par le gouvernement japonais en 1880, qui définit le caractère moral — patriotisme et respect pour l'empereur — qui doit être incarné par tous les enseignants. Les enseignants locaux résistent en formant des assemblées organisationnelles pour faire pression sur les autorités politiques de haut niveau relativement à la politique éducative. Bien que loin d'être indépendantes, ces assemblées sont une voix qui permet aux gens de communiquer leurs vues et d'exercer une influence.
Le 6 juillet 1881, un édit pris par le gouverneur de la préfecture de Kanagawa interdit aux enseignants de l'école élémentaire de s'engager personnellement dans des activités politiques. Takusaburō démissionne de son poste à l'école élémentaire Kannō en réponse à cet édit qui coïncide avec des différends avec le directeur de l'école, Naganuma, et part pour Sayama. Plus tard cette même année, Nagunuma démissionne de son poste après neuf ans à l'école Kannō.
Octobre 1881 marque une crise majeure au sein de l'oligarchie du gouvernement Meiji tandis que le  mouvement pour la liberté et les droits du peuple atteint simultanément le sommet de son succès. En 1882, Baba Kanzaemon, le maire d'Itsukaichi, ainsi que Fukasawa Gompachi et Uchino Shōbei, administrateurs de l'école Kannō, rejoignent le Parti libéral, ou Jiyūtō fondé par Itagaki Taisuke. Cette administration permet à Takusaburō de revenir à Itsukaichi et de devenir directeur de l'école Kannō en l'absence de Nagunuma. Sous l'administration de Takusaburō, la plupart des enseignants employés par le gouvernement de la préfecture sont licenciés. Avec le soutien du maire Baba Kanzaemon, Takusaburō se voit pour l'essentiel donner toute liberté pour diriger l'école Kannō. Après la mort de Takusaburō en 1883, son successeur le fustige, affirmant que Takusaburō a fait de l'école un bastion du  mouvement pour la liberté et les droits du peuple.
Pendant son séjour à Sayama, Takusaburō reçoit ses premiers exemplaires de l'engagement pour le Parti libéral nouvellement créé et la liste des membres. Les historiens débattent pour savoir si Takusaburō a rejoint le Parti libéral. Daikichi Irokawa indique que Takusaburō a apposé son sceau sur les deux documents, ce qui signifie qu'il a rejoint le Parti libéral. Cependant, Richard Devine affirme que si de nombreux membres de la « Société pour l'apprentissage et le débat » sont enrôlés dans le Parti libéral, Takusaburō-même ne l'a jamais rejoint. Devine attribue cela à l'adhésion possible de l'édit adopté par le gouvernement de Kanagawa ou à la détérioration de la santé de Takusaburō à cette époque.

## Postérité
En juin 1882, Takusaburō se rend aux sources d'eau chaudes de Kusatsu pendant soixante jours afin de guérir de sa maladie. Dans son testament à son proche ami Fukazawa Gompachi, Takusaburō exprime sa préoccupation pour les futurs militants. Takusaburō met en garde Gompachi contre ceux qui « ne s'en tiennent pas à des principes mais auxquels il suffit de suivre un chef de file et non un principe… [et aussi] de prendre l'initiative et le parti de la justice, d'établir le programme des sujets de discussion et de tenir les partisans éloignés de l'erreur ». Quelques mois plus tard, Takusaburō rédige le Traité de la voie royale, un guide pour administrer la « Voie royale » ou  « Grande Voie de la gouvernance ». Dans son texte, Takusaburō souligne que si les droits et la liberté des personnes doivent être protégés, des limites sur leur pouvoir doivent également être exercées, et de même des restrictions doivent également être placées sur la règle impériale. En gardant ces deux forces en équilibre, la société peut exister en « Grande Harmonie ».
En 1882 s'élève une dispute publique relativement au niveau où doit se situer la souveraineté nationale. Alors que les royalistes appellent à la domination impériale illimitée, les militants extrêmes croient que les droits des personnes doivent être étendus si nécessaire par la force armée et la résistance. En revanche, le Traité de la voie royale oppose les deux côtés de l'échiquier politique. Takusaburō fait valoir que l'union des droits limités à la fois des personnes et de la force impériale en un contrat librement accepté servira de modèle pour une société idéale. Bien qu'apparemment primitif par rapport aux textes modernes, le Traité de la voie royale est en avance sur la plupart des travaux théoriques de l'époque de Takusaburō.
À l'été 1883, Takusaburō écrit l'un de ses derniers essais intitulé Sur la futilité de l'apprentissage livresque. Dans son texte, Takusaburō déclare que « même le tumulte d'une foule ou l'agitation du marché peut être le laboratoire où l'homme atteint la sagesse ». Grâce à ses propres expériences en tant que guide, Takusaburō souligne que « le monde est comme un grand livre d'apprentissage où la vraie connaissance ne peut être atteinte par la lecture de la vie quotidienne et la recherche de la vérité ».
Chiba Takusaburō décède de tuberculose le 12 novembre 1883 à l'âge de 31 ans. Plusieurs années auparavant, Takusaburō s'est une fois lui-même décrit comme « M. Takusaburō Chiba, professeur émérite de droit japonais, résident de la préfecture de la liberté, district de l'indépendance, village de l'esprit vertueux ». Cependant, comme sa maladie coïncide avec l'effondrement de sa vision d'un Japon libéral et libre, Takusaburō exprime sa grande tristesse pour la douleur de son peuple. Dans un de ses derniers poèmes, il écrit :
Barrière de montagne dans la neige et rivière de pluie

Dix ans de recherche, toutes erronées,

Une demi-vie passée à voyager en vain, un rêve reflété dans une fenêtre,

Le coucou de la plantation, les appels

Mieux vaut se retirer que continuer.
Les philosophes occidentaux tels que John Stuart Mills ont suscité l'« esprit d'entreprise » dans le public avec les doctrines sur les droits naturels et inhérents à l'homme. La protestation politique est essentielle à l'esprit indépendant. Comme propagandiste de la liberté, Ueki Emori soutient en 1879 que « [Nature] apporte la liberté aux hommes. Si les gens ne prennent pas cette richesse naturelle, c'est à la fois un grand péché contre la nature et une grande honte pour eux-mêmes ». Chiba Takusaburō, en compagnie de personnalités influentes tels qu'Itagaki Taisuke, est emblématique de la philosophie dite « de la base ». La vision que Chiba a du Japon déconstruit les traditions de la classe inférieure et devient la force motrice du mouvement pour la liberté et les droits du peuple.